# فلاویا دلارولی
فلاویا دلارولی (به انگلیسی: Flávia Delaroli) (زادهٔ ۲۸ دسامبر ۱۹۸۳) شناگر اهل برزیل است.